# Monika Hauser
Monika Hauser, född 24 maj 1959 i Thal i Sankt Gallen, är en schweizisk gynekolog som under 1990-talet grundade kvinnorättsorganisationen medica mondiale, vars syfte är att ge krigstraumatiserade kvinnor medicinsk och psykologisk hjälp, och att förhindra och förebygga sexuellt våld mot kvinnor i krig. För detta har hon tagit emot flera priser, bland annat Right Livelihood Award 2008.

## Biografi
Hauser föddes och växte upp i Schweiz, men är på grund av sina föräldrar, som kommer från Sydtyrolen, italiensk medborgare. Hon tog sin doktorsexamen i medicin i Innsbruck och Bologna 1984, fick läkarlicens 1988 och fullbordade sin gynekologiska specialisering 1998. Hauser kom att arbeta med offer för sexuella övergrepp efter att som ung läkare i Sydtyrolen och Tyskland ha träffat kvinnor som utsatts för våldtäkter och andra former av sexuellt våld.
År 1989 avslutade hon sin specialisering inom gynekologi och arbetade sedan på olika privata kliniker under ett antal år, bland annat i Köln men även på andra platser. Från 1992 till 1994, planerade och upprättande Hauser tillsammans med kvinnliga bosniska experter Medica Zenica, ett centrum för kvinnoterapi för vilket hon senare tjänstgjorde som chef. I samband med dessa aktiviteter utvecklats medica mondiale gradvis.
Under de kommande sex åren fortsatte Hauser att främja utvecklingen av medica mondiale i egenskap av styrelseledamot. Samtidigt återvände hon till Zenica vid flera tillfällen. 1999 tog hon initiativ till projektet Medica mondiale Kosova, vilket ledde till ett flertal besök hos Kosovos albaner.
År 2000 tog Hauser över den yrkesmässiga och politiska styrningen av medica mondiale. Utöver drivandet av medica mondiale som en professionell människorättsorganisation såg Hauser det som en mycket viktig uppgift att driva PR- och informationskampanjer. Hon började hålla i regelbundna föreläsningar på nationella och internationella kongresser, där hon kunde presentera arbetet för allmänheten och för professionella paneler.
Hon har haft ansvar för att utveckla en modell för yrkesutbildning för kvinnor i Kosovo. Sedan 2002 har Hauser även varit verksam som tränare för medica mondiales kvalificeringsprogram för afghanska kvinnliga läkare, sjuksköterskor och barnmorskor i Kabul.
Hauser har med kollegorna i medica mondiale hjälpt över 70 000 traumatiserade kvinnor och flickor i krigshärjade zoner under och efter krig, i Bosnien och Hercegovina, Kosovo, Demokratiska Republiken Kongo, Liberia och Afghanistan, ofta med stora risker för sin egen säkerhet.

## Priser
Hauser har för sina insatser fått flera prestigefyllda och utmärkelser. Bland dessa kan nämnas tyska TV- och radionätverket ARD:s pris "Årets kvinna" 1993, Frauen Europas ("kvinnor i Europa") 1995, och Gustav Heinemanns medborgarpris respektive Anette Barthelts pris samma år, samt Peter Bier-priset av evangeliska kyrkan i Rhenlandet år 2000. Hon har också avböjt att ta emot Bundesverdienstkreuzes, tyska federala förtjänstkorset, i protest mot Tyska statens, i hennes mening för tidiga, återsändande av bosniska flyktingar.
Den 1 oktober 2008 tillkännagavs att hon utsetts till en av fyra mottagare av Right Livelihood Award samma år. Juryns motivering löd: ...for her tireless commitment to working with women who have experienced the most horrific sexualised violence in some of the most dangerous countries in the world, and campaigning for them to receive social recognition and compensation. ("för hennes outtröttliga engagemang i arbetet med kvinnor som har upplevt de allra mest fruktansvärda formerna av sexuellt våld i några av världens farligaste länder, och för att ha propagerat för att ge dessa socialt erkännande och kompensation").